# Hopalong Rides Again
Hopalong Rides Again è un film del 1937 diretto da Lesley Selander.
È un western statunitense con William Boyd, George 'Gabby' Hayes e Russell Hayden. Fa parte della serie di film western incentrati sul personaggio di Hopalong Cassidy (interpretato da Boyd) creato nel 1904 dallo scrittore Clarence E. Mulford. È basato sul romanzo del 1923 Black Buttes di Mulford.

## Produzione
Il film, diretto da Lesley Selander su una sceneggiatura di Norman Houston e un soggetto di Clarence E. Mulford, fu prodotto da Harry Sherman tramite la Harry Sherman Productions e girato nelle Alabama Hills a Lone Pine, California. Il titolo di lavorazione fu Cassidy Bar Twenty.

## Distribuzione
Il film fu distribuito negli Stati Uniti dal 20 agosto 1937 al cinema dalla Paramount Pictures.
Altre distribuzioni:
- in Finlandia il 13 marzo 1938 (Viime sekunnissa)
- in Danimarca il 6 giugno 1947 (Paa Livet løs)
- in Brasile (O Estouro da Boiada)
- in Grecia (Somatofylakes tou thanatou)